# Kanton Pays de la Force
Der Kanton Pays de la Force ist seit 2015 ein französischer Wahlkreis im Arrondissement Bergerac, im Département Dordogne und in der Region Nouvelle-Aquitaine.

## Gemeinden
Der Kanton besteht aus 14 Gemeinden mit insgesamt 18.150 Einwohnern (Stand: 1. Januar 2022) auf einer Gesamtfläche von 245,93 km²:
| Gemeinde                 | Einwohner 1. Januar 2022 | Fläche km² | Dichte Einw./km² | Code INSEE | Postleitzahl |
| ------------------------ | ------------------------ | ---------- | ---------------- | ---------- | ------------ |
| Bosset                   | 233                      | 14,52      | 16               | 24051      | 24130        |
| Fraisse                  | 173                      | 21,50      | 8                | 24191      | 24130        |
| Gardonne                 | 1.607                    | 8,26       | 195              | 24194      | 24680        |
| Ginestet                 | 758                      | 13,06      | 58               | 24197      | 24130        |
| La Force                 | 2.687                    | 15,60      | 172              | 24222      | 24130        |
| Lamonzie-Saint-Martin    | 2.745                    | 20,64      | 133              | 24225      | 24680        |
| Le Fleix                 | 1.498                    | 18,05      | 83               | 24182      | 24130        |
| Lunas                    | 445                      | 16,87      | 26               | 24246      | 24130        |
| Monfaucon                | 290                      | 24,74      | 12               | 24277      | 24130        |
| Prigonrieux              | 4.362                    | 26,12      | 167              | 24340      | 24130        |
| Saint-Georges-Blancaneix | 280                      | 13,62      | 21               | 24413      | 24130        |
| Saint-Géry               | 243                      | 18,71      | 13               | 24420      | 24400        |
| Saint-Laurent-des-Vignes | 1.028                    | 8,08       | 127              | 24437      | 24100        |
| Saint-Pierre-d’Eyraud    | 1.801                    | 26,16      | 69               | 24487      | 24130        |
| Kanton Pays de la Force  | 18.150                   | 245,93     | 74               | 2410       | –            |